# Сільська рада (СРСР)
Сільська рада (рос. сельский совет), сільрада (рос. сельсовет) — назва місцевого органу влади й одиниця адміністративно-територіального поділу в СРСР.
Сільрада як адміністративно-територіальна одиниця (первісно як орган управління) існувала з 1919 по 1996 роки — відповідно до Конституції України, такої адміністративно-територіальної одиниці, як сільрада, немає.
За Конституцією УРСР 1919 року, органами влади на місцях були міські та сільські ради депутатів, а у волостях, повітах і губерніях — з'їзди рад і обрані ними виконавчі комітети.
Проте радянські ради стали певною бутафорією, адже ідея місцевого самоврядування, що передбачає децентралізацію влади, організаційну та фінансову автономію органів самоврядування, суперечила ленінській доктрині соціалістичної держави, завданням держави пролетарської диктатури, що за своєю природою була централізованою.
Конституція УРСР 1937 року перетворила ради на представницькі органи на всіх рівнях, а Конституція 1978 року закріпила принцип єдності системи рад як органів державної влади. Так місцеве самоврядування у формі рад (зокрема й сільрад) було остаточно оформлено і дотепер лишається такими (зі змінами).
1923 року (а також 1924 р.) було прийнято положення про сільські ради, згідно з яким обирався один делегат на 100 мешканців села та один делегат на кожних 20 виборців фабрик, радгоспів та інших підприємств. Останнє було зроблено, щоб дати перевагу «пролетарському елементові». Сільради мали право утворювати поселення з чисельністю мешканців не менше 1000. Виконавчим органом у селах із населенням до 10 000 мешканців був голова сільради, понад 10 000 — ще його заступник. Сільради не стали повноправними юридичними особами та фінансово незалежними одиницями; вони перетворилися на бюрократичні клітини, що видавали документи, реєстрували різні акти (наприклад, ЗАГС) та полагоджували земельні конфлікти.
У лютому 1930 року ЦВК СРСР прийняв постанову «Основні положення про організацію сільських рад в Союзі РСР». На їх підставі в УРСР 1931 року ухвалено нове положення про сільради. Так, їх склад значно поширено (до 38 депутатів).[джерело?] Сільради отримали свої бюджети. 1929 серед депутатів було 10 % партійних, 1932 — 15 %; серед голів — 32 % і 59 %. Після закінчення колективізації значення сільської ради зменшилося. У зв'язку з децентралізацією господарства в УРСР 1957 ухвалено нове положення про сільраду. Межі її території збігалися тоді переважно з межами колгоспу. З укрупненням колгоспів у 1950-х pp. сільради нараховували здебільшого 1500—3000 осіб і мали виконувати певні контрольні функції над колгоспами, але на ділі до цього не дійшло.
З метою пожвавити діяльність сільських рад Президія Верховної Ради СРСР ухвалила 8 квітня 1968 року наступні акти:
- «Зразкове положення про сільському, селищному раді депутатів трудящих»;
- Указ «Про основні права та обов'язки сільських і селищних Рад депутатів трудящих»[9].

Майже ідентичні закони ухвалено в УРСР. Новий закон розробляв права сільради та їх виконкомів, давав їм право керувати власними підприємствами, контролювати колгоспи та інші підприємствами. Рада обирала серед депутатів виконком у складі голови, його заступника, секретаря і членів; він не мав власного апарату, сам виконував роботу за допомогою т. зв. постійних комісій, складених переважно з депутатів сільради. Формально рада ухвалювала свій бюджет (насправді він був складовою частиною районового бюджету, який схвалювався раніше) і контролював працю дільничого уповноваженого міліції. насправді останній від сільради був незалежний. Даний закон про сільські ради визначав функції сільрад як форми самоврядування.
Конституція 1978 року закріпила принцип єдності системи Рад виключно як органів державної влади. Ради народних депутатів та їх органи не могли ухвалювати самостійних рішень. Справи, що за Конституцією належали до компетенції Рад народних депутатів, не могли вирішуватися ними без погодження з партійними керівниками. Саме тому рівень роботи рад не відповідав їх конституційній природі, інтересам народу тощо.
Період чинності Конституції УРСР 20 квітня 1978 року був кульмінаційним для радянської моделі організації влади на місцях. 1985 року почався період перебудови. Тоді у СРСР опубліковано переклад Європейської хартії місцевого самоврядування, однак він був кон'юнктурний, розкривав не усі значення, аспекти її об'єктів («місцевий уряд», «місцеве управління», «місцеве самоврядування»), а лише прийнятних для тієї системи поглядів партійного керівництва, адже продовжувала діяти ст. 6 Конституції СРСР (про керівну роль КПРС).
У грудні 1990 року ВР УРСР прийняла останній Закон радянського періоду, який знаменував початок новітньої історії адміністративної системи рад, зокрема сільрад — «Про місцеві Ради народних депутатів та місцеве і регіональне самоврядування», що був чинний до 12 червня 1997 року.
В 1936 р. в Україні було 11125 сільрад.
Процес укрупнення сільрад тривав від початку 1950-х. 
Так, якщо у 1959 р. було 11118 сільрад, то в 1961 р. — 8610.
У 1969 р. — 8555.
Кількість сільських рад в УРСР на 1 січня 1975 — 8571.
1988 р. — 8805, 1991 р. — 9211, 1998 р. — 10219 сільрад.

### Цікавий факт
Лише 2006 року в Росії відбулася муніципальна реформа, за результатами якої сільські поселення замінили сільські ради радянського типу. Утім, термін сільська рада часто використовується як синонім сільського поселення. Хоча його вживання тепер є явним анахронізмом.